# Фосато (Прато)
Фосато је насеље у Италији у округу Прато, региону Тоскана.
Према процени из 2011. у насељу је живело 35 становника. Насеље се налази на надморској висини од 737 м.